# Nocera Superiore
Nocera Superiore is een gemeente in de Italiaanse provincie Salerno (regio Campanië) en telt 23.934 inwoners (31-12-2004). De oppervlakte bedraagt 14,7 km2, de bevolkingsdichtheid is 1542 inwoners per km2.

## Geografie
De gemeente ligt op ongeveer 70 m boven zeeniveau.
Nocera Superiore grenst aan de volgende gemeenten: Cava de' Tirreni, Nocera Inferiore, Roccapiemonte, Tramonti.
De volgende frazioni maken deel uit van de gemeente: Croce Malloni, Materdomini, Pareti, Pecorari, Porta Romana, Pucciano, San Clemente, San Pietro, Starza, Taverne

## Demografie
Nocera Superiore telt ongeveer 7445 huishoudens. Het aantal inwoners steeg in de periode 1991-2001 met 6,8% volgens cijfers uit de tienjaarlijkse volkstellingen van ISTAT.
| Jaar | Inwoneraantal |
| ---- | ------------- |
| 1991 | 22.325        |
| 2001 | 23.837        |